# Atanus rhopalus
Atanus rhopalus är en insektsart som beskrevs av Cheng 1980. Atanus rhopalus ingår i släktet Atanus och familjen dvärgstritar. Inga underarter finns listade i Catalogue of Life.